# Возможная причина
«Возможная причина» (англ. Probable Cause) — девятый эпизод второго сезона американского мультсериала «Новые приключения Человека-паука», основанного на одноимённом персонаже комиксов Marvel, созданном Стэном Ли и Стивом Дитко.

## Сюжет
Инфорсеры (Шокер, Рикошет и Акс) испытывают свои способности на тренировке, демонстрируя их Большому Боссу. Утром Молотоглав возмущается, почему он вне игры. Питер прилетает в школу в паучьем костюме, и его чуть не застукивают, потому он прячется под мусорным баком. Теперь от него воняет. Джордж Стейси говорит ученикам тянуть жребий, дабы решить, кто с кем едет на учебную экскурсию по патрулированию с полицией. Лиз едет с Гвен, Гарри — с Флэшем, Мэри Джейн — с Марком, а Питер с Салли.
Когда ученики отправляются на неё, Человек-паук сражается с «Новыми» Инфорсерами в банке. Из-за этого Питер задерживается на экскурсию. Инфорсеры справляются с героем и уходят. Тем временем Норман Озборн разговаривает с Молотоглавом, тонко внушая ему определённые мысли. Питер приходит на экскурсию. Мэри Джейн и Марк воркуют в машине. Школьники прибывают к банку, который грабили Инфорсеры. Салли ругает Питера за то, что тот развалил установленные группы в их классе. Тем временем Инфорсеры уже грабят другое место. Флэш ссорится с Гарри и узнаёт, что тот принимал глобулин. Выходит, что победы в футбольных матчах могут быть аннулированы, и он зря перенёс травму ноги. Инфорсеры проникают в хранилище с золотом. К ним прибывает Человек-паук: Питер сказал учителю и Салли, что будет делать фотографии из укромного места. Инфорсеры забирают меньшую часть добычи и сматываются на поезде. Паук преследует их. Затем поезд переворачивается. Преступники выбегают на улицу. Шокер взрывает машину, где якобы сидел Питер. У него кончается заряд в вибраторах, и он с напарниками пытается уехать на машине, но они натыкаются на шипы. Полиция арестовывает их. Однако шипы на дорогу установили не копы, а Молотоглав с помощницей. Он с улыбкой уезжает, видя как Инфорсеров арестовывают.
Салли переживает, думая, что Питер погиб, но он приходит и говорит, что ему нужно было отойти. Несмотря на их непростые отношения, она рада, что он не умер. В школе директор лишает футбольную команду «Мустангов» чемпионского звания из-за того, что Гарри принимал допинг. Все винят в этом Гарри, но Флэш признаётся, что это он всё рассказал, так как считает, что «титул ничего не значит, если его не заслужить честно». Ша Шэн замечает этот поступок и хвалит Флэша, также предлагая выпить с ним кофе. Дома Гарри открывает в полу запас глобулина.

## Роли озвучивали
- Джош Китон — Питер Паркер (Человек-паук)
- Джефф Беннетт — Шокер
- Фил Ламарр — Фэнси Дэн (Рикошет)
- Дэнни Трехо — Акс
- Клэнси Браун — Джордж Стейси
- Кевин Майкл Ричардсон — Томбстоун
- Джон Димаджио — Молотоглав

## Отзывы

Динамика оценок IGN к эпизодам 2 сезона мультсериала

Эрик Гольдман из IGN поставил эпизоду оценку 8,2 из 10 и написал, что «битва Человека-паука с Инфорсерами была забавной, особенно когда дело касалось Рикошета, которого аниматоры буквально сделали мячом, когда он отскакивал от стен, потолка и всего остального». Рецензент отметил, что «концовка включала в себя немного хитрого криминального превосходства, так как Инфорсеры почти сбегают, но их останавливает ловушка, установленная Молотоглавом, обиженным на Томбстоуна». Критик также отметил «великолепный сюжет» Флэша Томпсона в эпизоде.
Дэнни Кокс из DVD Talk написал, что «школьная жизнь Питера действительно начинает сказываться на нём». Его коллега Джастин Феликс также отметил «школьную мелодраму», которая «здесь очень хорошо работает, поскольку подросткам приходится объединяться для патрулирования по городу на полицейских машинах во время учебной экскурсии».